# 10137 Thucydides
10137 Thucydides eller 1993 PV6 är en asteroid i huvudbältet som upptäcktes den 15 augusti 1993 av den belgiske astronomen Eric W. Elst vid CERGA-observatoriet. Den är uppkallad efter den grekiske historikern Thukydides.
Asteroiden har en diameter på ungefär 3 kilometer.